# Can Teixidor (Pineda de Mar)
Can Teixidor és una masia a l'oest del nucli de Pineda de Mar (al Maresme) inclosa a l'Inventari del Patrimoni Arquitectònic de Catalunya. Masia que conserva els acabats exteriors originals. Fou adaptada com a restaurant; els seus espais facilitaven la tasca. Actualment no desenvolupa aquest servei.
Masia situada al turó que senyoreja al costat del poble i enfront de la mar. Casa de dues plantes i de teulada a dos vessants. Té tres cossos perpendiculars a la façana i una golfa al cos central, probablement, afegida per a la feina del camp. Portal rodó adovellat i finestres amb llinda horitzontal de pedra. Una escala dona accés a la porta principal. Té dos cossos adossats, i, a més, la pallissa a part, amb la corresponent arcada d'obra sobre muntants de pedra, i de planta rectangular. És una nau preromànica.